# Diego Modrušan
Diego Modrušan (Pola, 2 settembre 1980) è un ex pallamanista croato con cittadinanza italiana.

## Carriera

### Club
Inizia a giocare all'età di tredici anni. Nel 2000 si trasferisce al RK Zagreb, la più importante realtà croata pallamanistica, dove vince due titoli consecutivi ed esordisce in EHF Champions League. 
Nel 2002 approda per la prima volta a Trieste dove fa da secondo a Mestriner. 
La seconda parte della stagione 2003-2004 la passa in prestito all'Ascoli, con cui ottiene la salvezza in massima serie.
Al ritorno a Trieste vince l'unico Handball Trophy della storia della società giuliana e raggiunge la finale scudetto. 
Nel 2007 arriva la chiamata dei campioni d'Italia del Casarano, che lo affiancano a Vito Fovio, dove vince campionato e coppa.
La stagione successiva si accasa al Prato, con la quale non concluderà la stagione: lo farà infatti con la maglia dell'Emmeti in Serie A2.
All'inizio della stagione 2009-2010 torna a Trieste per restarci tre stagioni. Nel 2012 infatti torna in Croazia dopo dieci anni e gioca per l'Umag e per il Novigrad.
Nel 2016 si compie il terzo ed ultimo ritorno a Trieste.
A seguito della pandemia di COVID-19 non riprende la preparazione estiva in vista della stagione 2020-2021 e si ritira.

### Nazionale
Con la nazionale croata partecipa e vince i Giochi del Mediterraneo del 2001 a Tunisi, facendo parte della squadra che contava nomi in rosa come quelli di Ivano Balić, Igor Vori, Davor Dominiković, Blaženko Lacković, Mirza Džomba e Petar Metličić.
Nel 2008 viene convocato con la nazionale universitaria dell'Italia per disputare i campionati mondiali tenutisi a Oderzo e Meolo.

## Palmarès

### Club
- Premjier Liga: 2
Zagabria: 2000-01, 2001-02

- Campionato di Serie A: 1
Casarano: 2007-08

- Coppa Italia: 1
Casarano: 2007-08

- Handball Trophy: 1
Trieste: 2004-05

### Nazionale
- Giochi del Mediterraneo
Croazia: : 2001